# Imposto sobre a Renda e Proventos de Qualquer Natureza
Imposto sobre a Renda e Proventos de Qualquer Natureza (mais conhecido por Imposto de Renda ou IR) é um imposto brasileiro, com similares na maior parte do mundo.
O Imposto de Renda é cobrado mediante lançamento por homologação. Nesse modalidade, conforme o artigo 150 do Código Tributário Nacional (CTN), o contribuinte tem o dever de efetuar o pagamento do imposto, sem prévio exame da fiscalização tributária, que por sua vez tem o prazo de cinco anos para se pronunciar sobre o pagamento. Caso a Fazenda Pública não se pronuncie nesse prazo, considera-se que o procedimento do contribuinte foi regular e o pagamento é homologado.
No ano de 2017 o valor arrecadado pelo Governo Central brasileiro com o Imposto de Renda foi de 344,83 bilhões de reais (preço de dezembro de 2017).

## Características principais
Conforme o artigo 153 da constituição federal de 1988, é um imposto federal, ou seja, somente a União tem competência para instituí-lo.
O artigo 43 do Código Tributário Nacional, trata que o fato gerador do Imposto de Renda, é a aquisição da disponibilidade econômica ou jurídica de renda ou de proventos de qualquer natureza. De Renda, assim entendido o produto do capital, do trabalho ou da combinação de ambos; de proventos de qualquer natureza, assim entendidos os acréscimos patrimoniais não incluídos no conceito de renda.
O contribuinte do imposto pode ser:
- Pessoa física (IRPF)
- Pessoa jurídica (IRPJ)

## IRPJ (Imposto sobre a renda das pessoas jurídicas)
O Decreto nº 9.580, de 2018 estabelece as pessoas jurídicas como contribuintes do imposto de renda, há ainda outros contribuintes que são equiparados às pessoas jurídicas, para efeito do imposto de renda, tais como as sociedades em contas de participação e as empresas individuais.
É definido como empresas individuais: os empresários individuais conforme a Lei nº 10.406, de 2002, as pessoas físicas que, em nome individual, explorem, habitual e profissionalmente, qualquer atividade econômica de natureza civil ou comercial, com o fim especulativo de lucro, mediante venda a terceiros de bens ou serviços; as pessoas físicas que promoverem a incorporação de prédios em condomínio ou loteamento de terrenos.
No entanto, não haverá equiparação à pessoa jurídica, quando as seguintes pessoas físicas exercerem individualmente as seguintes profissões ou atividades: médico, engenheiro, advogado, dentista, veterinário, professor, economista, contador, jornalista, pintor, escritor, escultor e de outras que lhes possam ser assemelhadas; profissões, ocupações e prestação de serviços não comerciais; agentes, representantes e outras pessoas sem vínculo empregatício que, tomando parte em atos de comércio, não os pratiquem, todavia, por conta própria; serventuários da justiça, como tabeliães, notários, oficiais públicos e outros; corretores, leiloeiros e despachantes, seus prepostos e adjuntos; exploração individual de contratos de empreitada unicamente de lavor, qualquer que seja a natureza, quer se trate de trabalhos arquitetônicos, topográficos, terraplenagem, construções de alvenaria e outras congêneres, quer de serviços de utilidade pública, tanto de estudos como de construções; exploração de obras artísticas, didáticas, científicas, urbanísticas, projetos técnicos de construção, instalações ou equipamentos, salvo quando não explorados diretamente pelo autor ou criador do bem ou da obra.

### Base de cálculo
A base de cálculo (também chamada de renda tributável) para o imposto de renda das pessoas jurídicas é o lucro real, presumido ou arbitrado conforme regime de tributação.

### Alíquotas
A alíquota do imposto de renda das pessoas jurídicas é de quinze por cento. A parcela do lucro real, presumido ou arbitrado, que exceder o valor resultante da multiplicação de R$ 20.000,00 (vinte mil reais) pela número de meses do respectivo período de apuração, sujeita-se à incidência de adicional de imposto de renda à alíquota de dez por cento.

### Regimes de tributação
A base de cálculo do imposto de renda devido pelas pessoas jurídicas pode ser calculada de acordo com três critérios: lucro real, lucro presumido e lucro arbitrado.

#### Lucro Real
O Lucro real, critério de apuração do IRPJ aplicado, obrigatoriamente, aos contribuintes previstos nos incisos do Decreto nº 9.580, de 2018. Por este regime de tributação, o lucro fiscal da empresa é calculado em função do lucro líquido do período, ajustado pelas adições, exclusões e compensações prescritas nas leis tributárias, controlados no Livro de Apuração do Lucro Real – Lalur.

#### Lucro Presumido
Lucro presumido, critério de apuração da base de cálculo do IRPJ realizado pelos contribuintes optantes, desde que não estejam entre aqueles obrigatoriamente sujeitos ao lucro real. A opção é manifestada com o pagamento da primeira ou única quota do imposto correspondente ao primeiro período de apuração de cada ano calendário.
Por este regime de tributação, o contribuinte apura a base de cálculo do IRPJ por meio da aplicação de uma das alíquotas previstas no artigo 594 do Decreto nº 9.580, de 2018 sobre a receita bruta auferida no período de apuração. Os ganhos de capital, os rendimentos e ganhos líquidos auferidos em aplicações financeiras, as demais receitas e os resultados positivos decorrentes de receitas não abrangidas pelo art. 594, serão acrescidos à base de cálculo, para efeito de incidência do imposto e do adicional

#### Lucro arbitrado
lucro arbitrado, critério de apuração utilizado quando não mantiver a escrituração contábil na forma prevista nas leis comerciais e fiscais ou possuir escrituração com evidentes indícios de fraude ou com vícios, erros ou deficiências que a tornem imprestável para identificar a movimentação financeira ou o lucro real. O lucro também será arbitrado quando o contribuinte deixar de apresentar à autoridade fiscal os livros contábeis requeridos ou quando ele, indevidamente, optar pelo lucro presumido.
Em princípio, a base de cálculo é calculada de forma análoga ao do lucro presumido, aplicando-se, sobre a receita bruta, a alíquota prevista para o lucro presumido, majorada em 20%. Existem várias outras formas de apuração, as quais estão previstas nos artigos 604 a 607 do Decreto nº 9.580, de 2018.

### Período de Apuração
Estabelece a legislação tributária que o IRPJ é apurado por trimestres, os quais se encerram em 31 de março, 30 de junho, 30 de setembro e 31 de dezembro de cada ano-calendário. Relativamente ao lucro real, é autorizado ao contribuinte optar pela tributação anual, com o pagamento mensal por estimativa.
A pessoa jurídica tributada com base no lucro real que optar pela tributação anual deve apurar o lucro real em 31 de dezembro de cada ano, adotando as mesmas regras da apuração trimestral em relação às adições, exclusões e compensações. A diferença na apuração anual é o pagamento do imposto e adicional, em cada mês, determinados sobre base de cálculo estimada.
A opção é manifestada com o pagamento do imposto referente ao mês de janeiro ou de início de atividade, sendo irretratável para todo ano-calendário. Caso, ao final, o total de recolhimentos for superior ao imposto devido, o contribuinte possuirá saldo credor contra a Fazenda Pública, o qual poderá ser objeto de compensação. O crédito em questão é usualmente denominado de saldo negativo.

### Simples Nacional
As microempresas e as empresas de pequeno porte optantes do Simples Nacional recebem tratamento diferenciado e favorecido, consistindo, entre outras medidas, no recolhimento unificado e centralizado de diversos tributos federais (IRPJ, CSLL, PIS, COFINS e IPI), além de tributos estaduais e municipais. O valor devido mensalmente pela optante pelo Simples Nacional será determinado pela aplicação da alíquota definida em tabela correspondente da lei Complementar nº 123/2006, conforme a atividade exercida.

## IRPF - Imposto de Renda da Pessoa Física
O Decreto nº 9.580, de 2018 estabelece que as pessoas físicas que perceberem renda ou proventos de qualquer natureza, inclusive rendimentos e ganhos de capital, são contribuintes do imposto sobre a renda (IRPF), sem distinção de nacionalidade, sexo, idade, estado civil ou profissão.

### Base de cálculo
Para as pessoas físicas, a base de cálculo são os rendimentos e ganhos de capital.
Poderão ser deduzidos da base de cálculo os pagamentos efetuados, no ano-calendário, a médicos, dentistas, psicólogos, fisioterapeutas, fonoaudiólogos, terapeutas ocupacionais e hospitais, e as despesas com exames laboratoriais, serviços radiológicos, aparelhos ortopédicos e próteses ortopédicas e dentárias.
As despesas com educação e com dependentes, são passíveis de dedução, porém há limites estabelecidos na legislação.
Pode-se deduzir da base de calculo também, contribuições com previdência social da União, dos Estados, do Distrito Federal e dos Municípios, pagamentos à entidades de previdência privada domiciliadas no País, destinadas a custear benefícios complementares assemelhados aos da previdência social e para o FAPI,  e as contribuições para as entidades fechadas de previdência complementar de natureza pública.

### Alíquotas
A alíquota utilizada varia conforme o valor da renda do contribuinte.
Até um determinado valor de renda anual, o contribuinte pessoa física é isento. Para o exercício de 2026 (ano-calendário de 2025), a isenção é para rendimentos tributáveis de até R$ 27.110,40 anuais. A partir daí, e de forma crescente, incide imposto às alíquotas de 7,5%,15%, 22,5% e de 27,5% sobre a parcela da renda que exceder determinados limites.

#### Tabelas progressivas anuais
A partir do exercício 2026, ano-calendário de 2025:
| Base de cálculo (R$)             | Alíquota (%) | Parcela a deduzir do IRPF (R$) |
| Até R$ 27.110,40                 | -            | -                              |
| De R$ 27.110,41 até R$ 33.919,80 | 7,5          | R$ 2.033,28                    |
| De R$ 33.919,81 até R$ 45.012,60 | 15           | R$ 4.577,27                    |
| De R$ 45.012,61 até R$ 55.976,16 | 22,5         | R$ 7.953,21                    |
| Acima de R$ 55.976,16            | 27,5         | R$ 10.752,02                   |

#### Tabelas de incidência mensal
A partir do mês de maio do ano-calendário de 2025:
| Base de cálculo (R$)           | Alíquota (%) | Parcela a deduzir do IRPF (R$) |
| Até R$ 2.428,80                | (isento)     | (isento)                       |
| De R$ 2.428,80 até R$ 2.826,65 | 7,5%         | R$ 142,80                      |
| De R$ 2.826,66 até R$ 3.751,05 | 15%          | R$ 354,80                      |
| De R$ 3.751,06 até R$ 4.664,68 | 22,5%        | R$ 636,13                      |
| Acima de R$ 4.664,68           | 27,5%        | R$ 869,36                      |

## Critérios
Os critérios previstos no art. 153, § 2º, I da Constituição Federal de 1988, são:
- Princípio da generalidade (subjetivo);
- Princípio da universalidade (objetivo);
- Princípio da progressividade (alíquotas).[3]

## Malha fina
O termo malha fina é uma abstração ao processo de verificação de inconsistências da declaração do imposto IRPF e IRPJ, age como uma espécie de "peneira" para os processos de declarações que estão com alguma pendência, impossibilitando a sua restituição, e em alguns casos resultando investigação mais aprofundada sobre o contribuinte declarador por parte da Receita Federal.
No Brasil, o processo da declaração passa por diversas verificações, desde as informações cruzadas com as instituições bancárias, estabelecimentos comerciais, e informações emitidas pelo próprio contribuinte.
Uma vez que o processo "caiu" na malha fina, o contribuinte tem acesso a pendência, e a possibilidade de retificar a declaração para prosseguir com o processo, e somente após um determinado período de tempo (às vezes anos) a sua restituição é deferida. O contribuinte poderá também ter problemas em suas contas bancárias, compras, financiamentos entre outras coisas.

### Motivos para cair na malha fina
As principais razões para o contribuinte "cair" na malha fina em geral são:
- Erro de preenchimento.
- Omissão de informações financeiras.
- Contradição nas informações enviadas pelo contribuintes diante da informações enviadas pelas instituições financeiras.[16]